# 18156 Камісайбара
18156 Камісайбара (18156 Kamisaibara) — астероїд головного поясу, відкритий 3 серпня 2000 року.
Тіссеранів параметр щодо Юпітера — 3,230.